# Klinično preskušanje z nadzorovanimi okužbami
Klinično preskušanje z nadzorovanimi okužbami ali klinično preskušanje človeškega izziva (angl. Human challenge study) je vrsta kliničnega preskušanja (klinične študije), v katerem posameznike namerno in nadzorovano okužijo s povzročiteljem bolezni, za preskušanje cepiv ali drugih zdravil. Gre za etično vprašljiv način kliničnega preskušanja zaradi izpostavljanja posameznikov bolezenskemu povzročitelju, ne le potencialnim neželenim učinkom zdravila, kot je značilno za druge vrste kliničnih preskušanj, po drugi strani pa lahko pomagajo pri hitrejšem in cenejšem razvoju cepiv in preučevanju povzročiteljev bolezni. Udeleženci takega preskušanja morajo biti zelo dobro obveščeni ter se morajo prostovoljno strinjati s sodelovanjem, potreben pa je tudi strog nadzor nad izvajanjem raziskave. Varnostno tveganje zaradi namerne okužbe je lahko etično sprejemljivo zlasti, kadar je bolezen blaga, samoomejujoča oziroma je povsem ozdravljiva.
Gre za dlje časa znan koncept preskušanja zdravil oziroma cepiv, v 21. stoletju pa se je število takih raziskav povečalo. S pomočjo izsledkov kliničnih preskušanj z nadzorovanimi okužbami so v preteklih desetletjih prišli do več cepiv, na primer za malarijo, tifus, kolero, norovirus in gripo. Koncept je postal aktualen tudi v času pandemije koronavirusne bolezni 2019 (covida-19), zaradi nujne potrebe po čimprejšnjem učinkovitem cepivu. Prvo preskušanje cepiva proti covidu-19 z nadzorovanimi okužbami so odobrili leta 2021 v Veliki Britaniji.
S pomočjo kliničnih preskušanj z nadzorovanimi okužbami je možno poleg učinkovitosti cepiv ugotavljati tudi patogenost določenega povzročitelja, gostiteljeve dejavnike, ki prispevajo k razvoju okužbe in hudosti bolezni, ter povzročiteljeve virulentne dejavnike.